# Бахрейн на юношеских Олимпийских играх
Бахрейн принимает участие в юношеских Олимпийских играх: в летних Играх — начиная с Игр 2010 года, в зимних Играх — на настоящее время не принимал участия ни разу.
Спортсмены Бахрейна на всех юношеских Олимпийских играх выиграли в сумме 2 медали, из них ни одной золотой, медали завоёваны на летних Играх; в неофициальном медальном зачёте спортивная делегация Бахрейна занимает 96-е место.

## Медальный зачёт

### Медали на летних юношеских Олимпийских играх
| Игры              | Участников | Золото | Серебро | Бронза | Всего | Место |
| 2010 Сингапур     | 4          | 0      | 0       | 0      | 0     | —     |
| 2014 Нанкин       | 5          | 0      | 1       | 1      | 2     | 64    |
| 2018 Буэнос-Айрес | 4          | 0      | 0       | 0      | 0     | —     |
| Всего             | Всего      | 0      | 1       | 1      | 2     | 96    |